# Ішварчандра Гупта
Ішварчандра Гупта  (або Ішшорчондро Гупто) (бенгалі:ঈশ্বরচন্দ্র গুপ্ত, 1812 —23 січня 1859) — індійський поет, письменник, журналіст, що писав мовою бенгалі.

## Життєпис
Походив з бідної сільської родини з Бенгалії. Син лікаря аюрведи Харанараяна Дас Гупти. При народжені отримав ім'я Кобівала. Виховувався своїм дядьком у Калькутті. Зміг здобути початкову освіту, втім не зміг поступити до університету. У 1827 році одружився. У 1831 році влаштувався до газети «Самбад Прабхакар», який видавав Джогендра Мохан Тагор. Працюючи тут змінив ім'я на Ішварчандра. Під впливом діячів Бенгальської Просвіти змінив свої консервативні погляду на суспільство.
У наступні роки також співпрацював з різними літературними газетами та журналами, згодом сам зайнявся створення журналів, зокрема журналів «Шомбад пробхакор» («Світило новин» з 1846 року) і «Пробхакор» («Сонце», з 1836 року), де велику увагу приділяв просвіті й водночас відновленню патріотичних настроїв. До кінця життя мешкав у Калькуті, де й помер у 1859 році.

## Творчість
Тематика віршів Гупта доволі різноманітна: від опису свят, кулінарного мистецтва бенгальців до соціальної сатири і пристрасної патріотичної лірики. Свою сатиру Гупта спрямовував проти «ясновидців провидців» — схоластів і жерців («Брехливий брахман», «Закон про вдів», «Кулінізм»), преклонінням перед англійцями. Домінуючий мотив у творчості поета — любов до батьківщини, найбільш яскраво виявилася у віршах «Батьківщина», «Рідна мова», «Плантатори індиго», «Доля Індії». Стали крилатими рядки Гупта: «Навіть собаки моєї країни мені дорожче, ніж ідоли чужинців».